# Hugo Junkers
Hugo Junkers, född 3 februari 1859 i Rheydt (idag stadsdel i Mönchengladbach), död 3 februari 1935 i Gauting, tysk ingenjör och företagsledare

## Biografi
Hugo Junkers var 1897-1911 professor vid tekniska högskolan i Aachen, men övergick vid första världskrigets utbrott till flygplansindustrin.
Hugo Junkers konstruerade flera saker men förknippas oftast med flygplan och motorer. Junkers studerade vid Technische Hochschule Berlin (Charlottenburg) och vid de tekniska högskolorna i Karlsruhe och Aachen. 1895 grundade han i Dessau företaget Junkers & Co för tillverkning av gasapparater. 1915 utvecklade han det första flygplanet helt i metall - Junkers J1. 1917-1919 skedde en fusion med Fokker till Junkers-Fokkerwerke AG som blev en del av den tyska rustningsindustrin under första världskriget. 1923 grundades Junkers Flugzeug und Motorwerke AG i Dessau. 1933 tvingades Junkers att lämna över sina patent och aktier till statsmakten sedan nazisterna tagit makten och han tvingades lämna sitt företag. Han ansågs inte pålitlig av nazisterna och sattes under perioder i husarrest. Han intresserade sig bredvid det egna företaget även för arkitektur.
Junkers-Werke var under andra världskriget en av de viktigaste tillverkarna i den tyska rustningsindustrin med stridsflygplan som Ju 52/3m, Ju 88 och Ju 87 "StuKa".